# Pueblo Llano (khu tự quản)
Pueblo Llano là một khu tự quản thuộc bang Mérida, Venezuela. Thủ phủ của khu tự quản Pueblo Llano đóng tại Pueblo Llano. Khự tự quản Pueblo Llano có diện tích 89 km2, dân số theo điều tra dân số ngày 21 tháng 10 năm 2001 là 9532 người.